# Diogo Fonseca (calciatore 1984)
Diogo Augusto Tavares Fonseca da Costa (Ponta Delgada, 11 dicembre 1984) è un ex calciatore portoghese, di ruolo attaccante.

## Carriera

### Club
Ha giocato nella massima serie dei campionati portoghese e rumeno.

### Nazionale
Ha militato nelle nazionali giovanili portoghesi Under-19, Under-20 ed Under-21.